# Reinhard Marx (Rechtsanwalt)

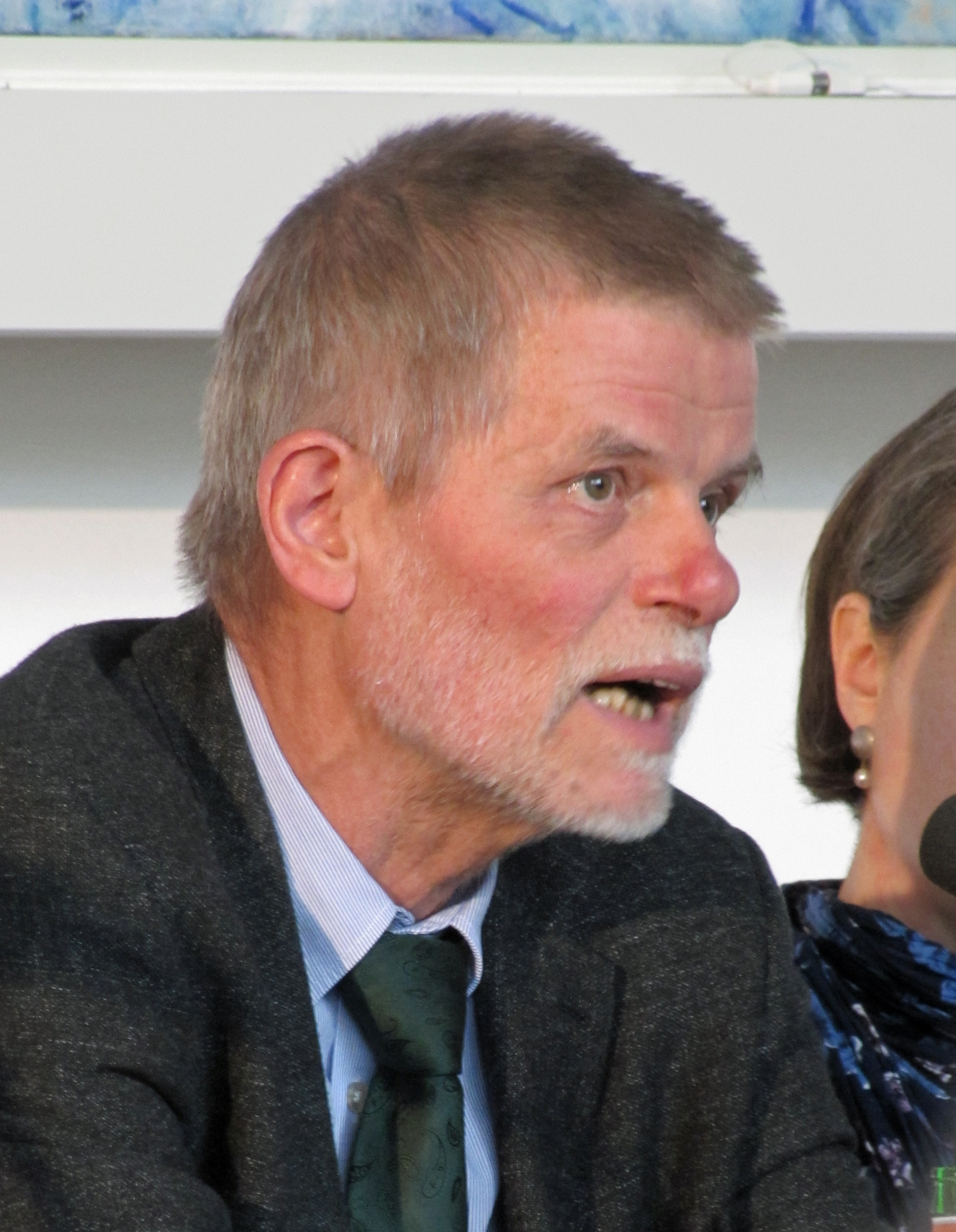
Reinhard Marx (2014)

Reinhard Marx (* 1946 in Paderborn) ist ein deutscher Rechtsanwalt.

## Leben und Werk
Marx war nach dem Erwerb der mittleren Reife zunächst vier Jahre bei der Bundeswehr als Musiker (Klarinette) tätig und nach seinem Ausscheiden von 1968 bis 1973 Polizeibeamter der Schutzpolizei Hamburg. Während des Polizeidienstes erwarb er im Abendgymnasium das Abitur und begann 1974 das Studium der Rechtswissenschaften. 1977 wurde er als Kriegsdienstverweigerer anerkannt. Im Jahr 1983 wurde er als Rechtsanwalt am Landgericht Frankfurt am Main zugelassen.
Zu den Schwerpunkten von Marx zählen das Recht der Kriegsdienstverweigerung in Deutschland sowie das Ausländer- und Asylrecht. Im letztgenannten Themenbereich veröffentlichte er eine Reihe von Fachbüchern als Autor und -vor allem in jüngerer Zeit- als Herausgeber.
Seit seiner Studienzeit engagiert sich Marx in der deutschen Sektion von Amnesty International. Von 1976 bis 1978 war er im Vorstand für die Flüchtlingsarbeit zuständig, von 1983 bis 1987 war er Vorstandssprecher der deutschen Sektion.
Im Mai 2016 wurde er vor dem Innenausschuss des Deutschen Bundestages als Sachverständiger betreffend die Einstufung nordafrikanischer Staaten als sichere Herkunftsländer angehört.

## Veröffentlichungen (Auswahl)
- AsylVfG. Kommentar zum Asylverfahrensgesetz. 8. Auflage 2014, Luchterhand, ISBN 978-3-472-08623-9
- Aufenthalts-, Asyl- und Flüchtlingsrecht in der anwaltlichen Praxis, 4. Aufl., 2011, Deutscher Anwaltverlag, ISBN 3-8240-1132-8
- Handbuch zum Flüchtlingsschutz; Erläuterungen zur Qualifikationsrichtlinie, 2. Aufl., 2012, Luchterhand, ISBN 978-3-472-08023-7